# 0x10c
0x10c (Ten to the C) — отменённая многопользовательская компьютерная игра с открытым миром, разработкой которой занималась шведская студия Mojang AB под руководством Маркуса Перссона, создателя Minecraft. Перссон анонсировал разработку 0x10c в 2012 году. Действие игры должно было происходить в космосе в 281 474 976 712 644 году; она должна была включать в себя программируемый виртуальный центральный процессор, космические сражения и посещение различных планет. Разработка игры была приостановлена, а затем и вовсе прекращена; Перссон объяснил закрытие проекта творческим застоем и давлением, вызванным большим вниманием публики. После отмены 0x10c группа поклонников занялась разработкой игры под названием Project Trillek, основанной на 0x10c.

## Игровой процесс
0x10c должна была быть космическим симулятором с открытым миром, подобным Elite. Она должна была предлагать игрокам множество возможных занятий: космические путешествия, сражения, добычу минералов, сбор трофеев, высадки на планеты и торговлю. Как и Minecraft, 0x10c должна была включать в себя возможности для творчества — в том числе строительство собственного космического корабля, многопользовательскую игру и сбор ресурсов. В отличие от Minecraft с его «кубической» графикой, 0x10c должна была использовать хотя и упрощённую и малополигональную, но уже допускающую шарообразные объекты и кривые линии графику. Игра должна была включать в себя физическую модель, просчитывающую ускорение и столкновения, в том числе и при перемещении внутри корабля — при неработающем «генераторе гравитации» и ускоренном движении людей внутри корабля должно было прижимать к его задней части. Доступ к энергии на корабле должен был быть ограниченным, и игрок должен был бы включать и выключать разные системы в зависимости от потребности в них. Игра должна была предлагать игроку не только перелёты из одного места в другое, а всевозможные любопытные ситуации, создающие для игрока настроение в духе сериала «Светлячок» — например, при неудачной посадке на планету сломалась бы система приземления, и игрок должен был искать ресурсы, чтобы её починить, или корабль бы столкнулся с небольшим астероидом и лишился бы системы маскировки. В шутливый список обещаний разработчиков, опубликованный на сайте 0x10c.com, входили «твёрдая научная фантастика, заброшенные корабли, полные добычи, продвинутая финансовая система и клейкая лента».
Важной составляющей игры должен был стать виртуальный 16-битный центральный процессор под названием DCPU-16 — этот процессор должен был использоваться в игре для управления космическими кораблями, и игрок мог бы управлять кораблём, создавая программы для этого процессора. DCPU-16 должен был поддерживать восемь регистров, указатель стека, счётчик команд, контроль переполнения и 128 килобайт оперативной памяти. Для ввода и вывода процессор поддерживал виртуальные клавиатуры и мониторы разрешением 128×96 пикселей. Выбрав для процессора такие скромные характеристики — соответствующие концу восьмидесятых годов — Перссон желал воплотить в игре дух демосцены того времени, когда один программист мог легко управлять практически чем угодно. Хотя 0x10c можно было воспринимать и как игру для программистов, Перссон надеялся реализовать интерфейс таким образом, чтобы в 0x10c было интересно играть и людям без навыков программирования — например, один человек написал бы программу для стыковки корабля со станцией и делился бы ей с товарищами в виде внутриигровых дискет. Процессор мог бы запускать не только прикладные приложения, имеющие смысл в рамках игры, но и любые другие, в том числе даже игры, операционные системы и вирусы — так что игрок мог бы использовать существующий «внутри» игры процессор для запуска игр в то время, как его корабль стыковался бы с космической станцией или бурил астероиды, добывая полезные ископаемые. Перссон отмечал, что не собирается бороться с компьютерными вирусами в мире игры — они должны были бы стать отдельным испытанием для игроков. После того, как Перссон опубликовал спецификации DCPU-16, другие разработчики реализовали эмуляцию этого процессора на различных языках программирования, как Python и Javascript.

## Мир игры
Название 0x10c («10 в степени C») следует понимать как 10C в шестнадцатеричной системе счисления, что равно 1612 в десятеричной. Различные сотрудники Mojang произносили это название по-разному, в том числе «ten to the see», «zero x ten c» или «trillek» (триллек, математическое название числа 10C).
В параллельной Вселенной, где космическая гонка никогда не заканчивалась, межзвёздные перелёты приобрели популярность среди корпораций и богатых людей. В 1988 году была изобретена новейшая капсула для сна, совместимая со всеми популярными 16-битными компьютерами. К сожалению, они использовали обратный порядок байт, тогда как DCPU-16, процессор, с помощью которого эти капсулы функционировали, требовал прямой порядок. Это привело к серьёзной ошибке в подключённых драйверах, в результате которой сон в капсуле продолжался не 0x0000 0000 0000 0001 год, а 0x0001 0000 0000 0000 лет, то есть 281 474 976 710 656 в десятеричной системе счисления. Наступил 281 474 976 712 644 год, и первые люди стали просыпаться во Вселенной, находящейся на грани исчезновения. Все дальние галактики затерялись в красном смещении, образование новых звёзд давно прекратилось, и в галактике преобладают массивные чёрные дыры.

## Разработка
Игра была анонсирована 4 апреля 2012 года. 0x10c должна была стать второй игрой Mojang AB после сверхуспешной Minecraft — сооснователь студии Якоб Порсер уподоблял её «трудному второму альбому». Перссон планировал выпускать игру таким же образом, как и Minecraft, постепенно: сначала выпустить раннюю альфа-версию с небольшим количеством контента, а затем дополнять её патчами; по мере разработки игры и перехода от альфа-версии к бета-версии, а потом и полному релизу её цена должна была возрастать. Планировалось, что бортовой компьютер будет эмулироваться на серверах игры даже в отсутствие игрока, поэтому многопользовательская часть, вероятнее всего, должна была быть платной. Одиночную игру обещалось сделать бесплатной. Если во времена разработки Minecraft Перссон рисовал всю графику игры самостоятельно, для создания 0x10c он нанял графического дизайнера Джонатана Пёльё; выбранный для игры графический стиль описывался как «пиксельная графика соединяется с трёхмерной».
Разработка 0x10c была трудной. Уже летом 2012 года Перссон прекратил работать над игрой — менеджер Mojang Карл Манне называл его состояние «похмельем после Minecraft». В это же время Перссон развёлся с женой Элин, с которой прожил в браке лишь около года. Перссон вернулся к работе над 0x10c лишь осенью 2012 года. В апреле 2013 года Перссон жаловался в интервью Polygon на творческий застой и на то, что в 0x10c пока что «не очень интересно играть»; на этот момент у студии было уже два прототипа будущей игры. Хотя Mojang благодаря успеху Minecraft была уже большой и знаменитой студией, а 0x10c привлекала большой интерес публики, Перссон не вёл никакой рекламной кампании и выкладывал скриншоты и новости о разработке точно так же, как на ранних порах создания Minecraft, когда он был энтузиастом-одиночкой; многие его сообщения, полные технических деталей, было трудно понять неспециалисту.
В августе 2013 года Перссон во время стрима по Team Fortress 2 неожиданно заявил, что разработка 0x10c остановлена. Позже разработчик объяснил в своём блоге, что прекратил работать над 0x10c из-за завышенных ожиданий публики: он и в прошлом брался за прототипы необычных игр и не переживал, если они оказывались неудачными, однако после всемирного успеха Minecraft к Перссону было приковано постоянное внимание игроков и прессы — его постоянно спрашивали, работает ли он над игрой и выйдет ли она. По словам Перссона, «я не хотел превращаться в очередного не оправдывающего ожидания геймдизайнера — в игровой индустрии таких полным-полно». После отмены игры группа поклонников запустила разработку собственной версии 0x10c под названием Project Trillek, основываясь на уже опубликованных Перссоном планах и материалах; сам Перссон отнёсся к этой инициативе благосклонно, отметив, что очень хочет поиграть в эту игру, но не считает себя тем самым человеком, который её должен создать.

## Саундтрек
15 сентября 2014 года Даниэль Розенфельд, который также написал музыку для предыдущей игры Mojang, Minecraft, опубликовал на своей странице Bandcamp саундтрек к 0x10c, который состоит из двух треков: «0x10c» и «0».